# Bill Haglund
Pour les articles homonymes, voir Haglund.
Bill D. Haglund (né en 1943 dans le Minnesota) est un anthropologue légiste américain, conseiller pour les tribunaux internationaux pour le Rwanda et pour l’ex-Yougoslavie,.

## Biographie
Il est licencié en biologie et titulaire d’un doctorat (Ph.D.) en anthropologie médicale. Il est membre de l’ONG Physicians for Human Rights qui a entre autres pour objectif de retrouver l’identité des cadavres enterrés à la sauvette sur les champs de bataille.
À partir de 1993, à l'instigation de Clyde Snow, un autre anthropologue légiste, il travaille sur un charnier de Croatie puis au Honduras, au Rwanda (1995) où il participe à l'exhumation d'un charnier de 450 corps, en Bosnie, en Irak, au Sierra Leone, en Somalie, à Chypre (2000), au Nigeria ou au Kosovo.
Il enseigne la médecine légale à l'université de Washington.
Le film documentaire The Seeker de Philippe Cornet sorti en 2007 retrace certaines recherches de son travail d'anthropologue-légiste et parcourt des éléments biographiques.